# Мультреалити
«Сумасшедшие за стеклом» или «Мультреалити» (англ. Drawn Together — игра слов: «нарисованные вместе» или «собранные вместе») — мультсериал, созданный в 2004 году Дейвом Джесером (Dave Jeser) и Мэттом Сильверштейном (Matt Silverstein) для американского телеканала Comedy Central. По замыслу создателей, сериал является пародией на реалити-шоу, в котором главными персонажами (сожителями одного дома, обставленного скрытыми камерами) являются мультипликационные персонажи разных эпох и жанров.
Восемь главных героев являются не только пародиями на известных вымышленных персонажей из поп-культуры, но параллельно ещё и пародиями на стереотипных участников американских реалити-шоу. Они живут в одном доме, принимая участие в вымышленном реалити-шоу, которое так и называется — «Drawn Together». Это название является каламбуром: английское словосочетание «drawn together» действительно существует и переводится как «собранные вместе» или «сведённые вместе»; в то же время второе и более известное значение глагола draw — «рисовать» — даёт ещё один вариант перевода: «нарисованные вместе», что является отсылкой к природе персонажей и самого сериала.
Сериал содержит множество элементов едкой сатиры, сарказма и даже гротеска. Высмеиваются различные темы американской действительности: гомофобия, расовая дискриминация, стереотипное мышление, неполиткорректность и нарочитая политкорректность и многое другое. В сериале нередко обыденные вещи доводятся до полного абсурда: открыто выражается расизм (в виде неприязни к афроамериканцам или к евреям), высмеиваются абсурдные, стереотипные проявления гомосексуальности (впрочем, так же как и гомофобии) в издевательских формах («голубое» будущее, гей-вечеринка и т. д.) и присутствует туалетный юмор.
Отдельной изюминкой сериала является воплощение во всех восьми героях восьми разных типов людей, которые можно встретить в жизни, от грубого Свина Вонючки до доброго и отзывчивого Хреногубки.
Русский вариант названия — «Сумасшедшие за стеклом» — является отсылкой к выходившему в 2001—2002 годах российскому реалити-шоу «За стеклом».
Мультсериал вместе с полнометражным фильмом получил рейтинг TV-MA, а в России и Украине — 18+.

## Сезоны
Первый сезон вышел на Comedy Central 27 октября 2004. Он включал 8 серий, из которых изначально было показано 7. Пропущенная 6-я серия «Terms of Endearment» была позже показана в составе второго сезона.
Второй сезон вышел 19 октября 2005 и включал 14 серий (с учётом пропущенной серии первого сезона — 15).
Показ третьего сезона начался 5 октября 2006, но из-за его неполной готовности были показаны только 7 серий из 14. Показ был возобновлён в октябре 2007.
20 марта 2008 стало известно, что показ сериала отменён.
В России по телеканалу ТНТ с 12 января 2007 по 23 февраля 2007 был показан первый сезон. Телеканал 2x2 начал показ первого сезона с 26 августа 2007.
В 2010 году был выпущен полнометражный мультфильм The Drawn Together Movie: The Movie!.

## Персонажи

### Ксандер

Ксандер

Ксандер (англ. Xandir) — персонаж компьютерной игры «Легенда о Ксандере» (The Legend of Xandir). Это приводит к некоторым особенностям: его практически невозможно убить из-за большого числа жизней (после смерти он исчезает и появляется снова, целый и невредимый), хотя Линг-Лингу в одном из эпизодов удалось это сделать на протяжении одной серии, в то время как остальные участники шоу были пьяны. Кроме того, им может управлять любой, кто найдёт книгу с чит-кодами от игры, чем однажды воспользовалась Тутси. Также он зависим от бонусов (в серии Gay Bash он засунул руку под бюстгальтер Тутси только чтобы взять бонус, после чего он получил возможность прыгать с переворотом). Сражается мечом, который является фаллическим символом.
С первых же дней участия в шоу гомосексуальность Ксандера стала очевидной для всех, кроме него самого. Сначала он повторял, что выполняет нескончаемый квест по спасению своей девушки, которую постоянно похищал злой лорд Слэштаб (пародия на Венгера из игры Dungeons & Dragons) без какой-либо на то причины. В конце концов Ксандер свыкся со своей ориентацией и рассказал обо всём девушке. Та восприняла эту новость крайне негативно и велела Ксандру больше не пытаться её спасти, хотя ей угрожала опасность в этот момент. Вероятнее всего, она погибла вскоре после этого разговора. Ксандер вскоре нашёл себе новую любовь — джинна из лампы. Будучи на самом деле гомосексуалом, Ксандер смиряется с этим довольно быстро, а позже в серии A Very Special Drawn Together Afterschool Special даже упорствует перед другими жителями дома, доказывая и показывая, что он гомосексуал. А в эпизоде Xandir And Tim Sitting In A Tree Ксандер уже открыто говорит, что «очень-очень много раз занимался сексом с мужчинами».
Он часто бывает встревожен и удивлён странным и нелогичным поведением жителей дома, особенно поведением Супергероя. Когда к Ксандеру обращаются за советом, то он, как правило, мыслит вполне логично и рационально, давая хороший совет, но жители дома далеко не всегда прислушиваются к советам Ксандера или делают всё неправильно (например, в серии Requiem for a Reality Show Тутси неправильно воспринимает совет Ксандера и вместо того, чтобы просто похудеть, заболевает булимией, которая очень быстро приводит к кахексии). В то же время гомосексуальность Ксандера со временем приобретает всё более заметные черты, ему присуще женоподобное поведение (увлечение шитьём, любовь к розовому цвету, косметические маски). Несмотря на своё бессмертие, своё оружие и относительно боевой вид, Ксандер весьма безобиден и даже беззащитен. В частности в серии The Only Wherein There Is A Big Twist Ксандер был столь неосторожен, что дал Клубничной сладости выхватить у него из рук меч, а ранее в той же серии вместо того, чтобы показать Скорпиону из Mortal Combat бойцовский приём, показывает ему лишь движение «захват бёдрами», одновременно рукой совершая действие, явно смахивающее на онанизм.
В то же время Ксандер крайне неуверен в себе, в каких-то сложных ситуациях он теряется (в серии Lost in Parking Space на него нашло оцепенение), в серии The One Wherein There Is a Big Twist он откровенно растерялся, когда ему предложили быть диспетчером. В серии Spelling Applebee’s после выполнения задания Супергероя в духе наёмного убийцы, Ксандр замечает, что опаздывает на конкурс правописания. Все его дальнейшие действия сводятся к причитаниям и бестолковой беготне.
Прообраз — Линк из серии игр «The Legend of Zelda». Прототипом для его девушки послужила принцесса Зельда (Zelda) из той же игры. Хотя Линк и Зельда принадлежат расе хилианцев, название расы Ксандера неизвестно. Можно лишь предположить, что она эльфийская. Русский дубляж — Алексей Елистратов.

### Линг-Линг

Линг-Линг

Линг-Линг (англ. Ling-Ling) — Азиатский боевой монстр (точная национальность неизвестна, но некоторые моменты соответствуют шаблонно-стереотипному представлению американцев о Японии и Китае), принимающий участие в шоу, по собственному признанию, с двумя целями — сражаться и ввергать детей в эпилептические припадки (из-за мерцающего фона). Он умеет летать, кидаться энергетическими шарами, стрелять лазерными лучами из глаз и придавать своему хвосту самые разные, не всегда пристойные формы. Как выясняется в третьем сезоне, Линг-Лингу всего три года, но в годах азиатских боевых монстров ему уже 21. Представители его вида при расстройстве выделяют галлюциногенное вещество.
Линг-Линг говорит на неразборчивом псевдояпонском языке с субтитрами на ломаном английском, известном как «ингриш». (В русской версии он озвучен по-русски). Также он плохо выговаривает звук «л», постоянно заменяя его звуком «р», потому что в японском языке нет звука «л». Однако в серии «Убойное лекарство», в сцене, где он готовится идти в ночной клуб, Линг-Линг показывает друзьям свой новый шампунь «Prell». Читая название, он меняет в нём буквы и произносит его как «Plerr». Это отсылка к тому, что, несмотря на отсутствие в японском языке буквы «л», произносить её типичный носитель языка может, хоть и с возможными затруднениями, но при этом в официальных документах и обращениях замена всё равно происходит. В результате остальным персонажам приходится смотреть на субтитры, чтобы понять его, и когда субтитры закрываются чем-то другим (например, анонсами других передач канала Comedy Central), они порой неправильно истолковывают его слова.
Как это ни странно, отец Линг-Линга говорит на нормальном английском языке и, как и все остальные, понимает его по субтитрам.
Как и все азиаты в мире Drawn Together, Линг-Линг воспринимает мир не так, как представители западных, европейских национальностей. Так, он видит всех окружающих как персонажей аниме и в принципе не способен водить машину (он видит вместо дороги непрерывный поток машин). Разница в восприятии, как позже выяснил Хреногубка, определяется исключительно шириной глаз. Но благодаря своему азиатскому мировосприятию Линг-Линг (в отличие от представителей европейских национальностей в мире Drawn Together) совсем не ленивый и отлично разбирается в математике (а также в тестах на любую тему). Помимо всего прочего Линг-Линг симпатизирует и даже старается соблюдать кодекс самураев Бусидо (в серии, где Тутси пыталась забеременеть он вспорол себе живот мечом в знак протеста).
Линг-Линг также приличный монстр и использует в жизни исключительно метафоры (секс постоянно именуется боем или сражением), сам по себе крайне трудолюбив (в серии Gay Bash он сшил кроссовок столько же, сколько и фабрика на которой работали вьетнамцы), обладает разными навыками (идеально знает математику и сдаёт любые тесты, стирает вещи, моет посуду, открывает стриптиз-клуб и делает много других вещей), но в то же время зачастую третируется жителями дома (на нём Хреногубка ставил эксперименты с клонированием, в серии Lost in Parking Space участники даже съедают его).
Прообраз — покемон Пикачу. Отец Линг-Линга, появляющийся в нескольких эпизодах, напоминает Райчу..

### Принцесса Клара

Принцесса Клара

Принцесса Клара (англ. Princess Clara) — типичная наивная диснеевская принцесса. Её отец — король сказочного королевства, который ездит в карете-лимузине в постоянном сопровождении охраны, схожей с Секретной Службой США. Её мать умерла, когда Клара была ещё младенцем (отец пьяным вёл карету), и когда король женился вновь, её мачеха по причине их недавней ссоры наложила заклятие на её вагину, превратив её в жуткого (но доброго) монстра со щупальцами, внешне очень похожего на осьминога. Пророчество гласило, что проклятие будет снято, если её поцелует прекрасный принц, но когда такой наконец нашёлся, поцелуй привёл лишь к тому, что аналогичное проклятие было наложено и на него. В результате принц покончил жизнь самоубийством. Клара в конце концов избавилась от монстра хирургическим путём, но её стремление к совершенству, побуждавшее её требовать одну пластическую операцию за другой, привело к тому, что её новый половой орган стал похож на голову Джоан Риверз.
Хотя внешне Клара создаёт впечатление доброй и беззащитной девушки, воспитание в высших слоях общества развило в ней совсем другую личность, которую можно охарактеризовать акронимом WASP, но с поправкой на то, что Клара исповедует католицизм, а не протестантизм. По словам принцессы Клары, в её сказочном королевстве протестантками были в основном служанки.
Несмотря на образованность, Кларе явно недостаёт здравого смысла. Она страдает, причём порой незаметно для себя, религиозной, национальной и сексуальной нетерпимостью — вплоть до оголтелого расизма, антисемитизма и гомофобии. Вдобавок ко всему прочему принцесса Клара является членом Ку-клукс-клана.
Отчасти столь сильная нетерпимость Клары объясняется её религиозной фанатичностью и приверженностью консервативному католицизму. Но определяющую роль здесь сыграли взгляды её отца, который, по всей видимости, своим воспитанием сделал принцессу Клару расисткой, а также крайне нетерпимой к евреям и людям с нетрадиционной сексуальной ориентацией, превратив её в фанатичную христианку. В серии Hot Tub Клара признаёт, что смотрит на мир расистскими глазами своего отца и пытается измениться, но у неё ничего не получается: незаметно для самой себя Клара, едва успев извиниться перед Фокси за свой расизм, сразу же опять начинает мыслить точно так же, как её расист-отец. Впрочем, несмотря на свои предрассудки, Клара бывает весьма сострадательна и заботлива. Но в некоторых случаях она может быть очень коварной и жестокой (это видно в серии Unrestrainable Trainable, когда Клара тайно даёт Хреногубке средство от засоров труб и другие ядовитые вещества, а также угощает его осколками битого стекла, говоря ему, что это леденцы (причём Хреногубка по наивности в это верит), чтобы он всё время болел, а она могла постоянно ухаживать за ним, чтобы привлечь к себе внимание жителей дома и заслужить звание добрейшей женщины в мире). В сериях Spelling Applebee’s и Unrestrainable Trainable выясняется, что принцесса Клара склонна к насилию. Она говорит, что её возбуждают искалеченные, изуродованные люди, пострадавшие в автомобильных авариях и просит Супергероя устраивать ради неё автомобильные аварии с летальным исходом (пародия на сказочных принцесс, которым нравится, когда ради них совершают подвиги и убивают злодеев, а также аллюзия на фильм Кроненберга «Автокатастрофа»). Также Клара явно испытывает удовольствие, причиняя Хреногубке физическую боль. В серии Unrestrainable Trainable принцесса Клара привязывает Хреногубку верёвками к кровати, несмотря на то, что он уговаривает её больше над ним не издеваться, и говорит ему: «Ради тебя я сделаю так, чтобы ты никогда не вставал с постели», после чего со всей силы бьёт ему кувалдой по ноге (что скорее всего является отсылкой к фильму «Мизери»). В этой же серии Клара говорит Хреногубке: «Тебе повезло, что у тебя есть я — человек, который запросто режет тебя ржавой отвёрткой». Вполне возможно, что эти склонности Клара унаследовала от своего отца (в серии Dirty Pranking король «шутливо» пытается уколоть её вилкой и в итоге с силой вонзает вилку ей в руку).
У Клары есть умственно отсталая двоюродная сестра Фу, которая живёт в параллельном мире, где есть персонажи аналогичные персонажам Мультреалити, однако они, как и Фу — умственно отсталые, так как родились от родителей-алкоголиков. Фу не подаёт никаких серьёзных признаков умственной активности и даже не может внятно разговаривать, Клара в своей комнате даже держит её в клетке. Однако она обладает очень сексуальной фигурой, оставшись в одних купальных трусах она до предела возбудила Свина и Супергероя, а затем, после спора Свина и Супергероя она сама занялась с Супергероем сексом. В итоге, однако, выяснилось, что Фу не такая уж и умственно отсталая, оказывается с умственно отсталым свином из параллельного мира она тоже поспорила на деньги, что соблазнит Супергероя.
Несмотря на то, что Клара считает Фокси Лав одной из своих лучших подруг, она часто делает ей неприятные расистские замечания. Но Фокси всё-таки продолжает испытывать к принцессе Кларе дружеские чувства и считает её замечания результатом расистского воспитания, наивности и глупости. Однако временами расизм и религиозный фанатизм Клары доходят до такой степени, что она не проявляет никакой заботы о благополучии окружающих. В серии Foxxy VS The Board of Education она клянётся, что положит конец однополому браку Свина и Ксандера, несмотря на то, что Свин может умереть от компьютерного вируса, от которого его вылечат только в том случае, если он получит медицинскую страховку Ксандера, а для этого ему необходимо вступить с ним в однополый брак. В серии Clum Babies Клара пытается навсегда прекратить мастурбацию Хреногубки, несмотря на то, что его сперматозоиды лечат самые тяжёлые заболевания и могут тем самым спасти множество человеческих жизней (более того, Клара сама открыто говорит, что не даст спасти жизни миллионов людей). Но вскоре у самой принцессы Клары начинается туберкулёз. В итоге она поступает лицемерно: маскирует себя с помощью накладных усов и пытается купить сперматозоиды Хреногубки, которые могут вылечить её от туберкулёза.
На протяжении третьего сезона принцесса Клара становится всё более коварной, жестокой и нетерпимой, достигнув низшей точки в серии Lost in Parking Space: ошибочно думая, что настал конец света, а Бог забыл отправить её в рай, она продаёт свою душу водителю из службы доставки, по ошибке приняв его за Сатану, посвящает свою жизнь причинению вреда окружающим и становится настоящей злодейкой. Однако вскоре Клара обнаруживает, что её жертвой стала Фокси Лав, и что никакого конца света не было. Она осознаёт свои ошибки, посвящает жизнь Богу и пытается стать добрее и отзывчивее, чтобы искупить свои грехи. Но как только Клара узнаёт, что ей достаточно просто попросить у Иисуса прощения, чтобы после смерти попасть в рай, она сразу же теряет интерес к совершению добрых дел и возвращается к своей прежней жизни, потому что, по словам Клары, ей очень нравится быть коварной фанатичной принцессой-расисткой, которую возбуждают жестокость и насилие. Кроме того Клара — один из немногих персонажей всего мультфильма, который в полнометражном мультфильме в итоге погибает, на этот раз уже окончательно.
Образ принцессы Клары основан на различных диснеевских принцессах. Внешность — на Ариэль из мультфильма «Русалочка» (1989) и на Белль из мультфильма «Красавица и Чудовище» (1991). Своей способностью привлекать птичек и зверушек Клара похожа на Золушку и Белоснежку, а история с мачехой тоже напоминает и Золушку, и Белоснежку. Также есть ссылки на персонажа из одноимённой игры «Mario» — принцессу. Русский дубляж — Ольга Плетнёва.

### Свин Вонючка

Свин-Вонючка

Свин Вонючка (англ. Spanky Ham) — пришелец из Интернета, точнее, из Flash-мультиков. В результате он подвержен заболеванию компьютерными вирусами, которые, как ни странно, вполне излечимы обычной медициной. Он «работает» на порносайте проводником по различным его достопримечательностям.
Свин — возможно, самый старший из участников (возможно, что Хреногубка всё же старше). Ему 31 год, у него есть жена и двое сыновей, живущие отдельно, и он часто смотрит порножурналы. Свин — гетеросексуал; однажды он вступил в однополый брак с Ксандером исключительно ради медицинской страховки, но отказался подтверждать свои (несуществующие) чувства сексом. Несмотря на свой возраст и серьёзный (хотя и пошлый) характер, Свин, будучи свиньёй в самом буквальном смысле, находит удовольствие в дефекации на всё подряд. Свин — основной персонаж, занимающийся откровенным троллингом других персонажей. Во многих событиях он не столько принимает участие, сколько подстрекает участников к ответным или дальнейшим действиям. Кроме того Свин очень любит туалетный юмор и несмотря на присущий ему ум, не может вовремя остановиться с употреблением пошлых шуток.
В первых эпизодах Свин был фактически главным злодеем шоу (в частности, он заключил Линг-Линга в рабство и убил невинных животных, сбежавшихся на пение Клары, чтобы съесть их), но впоследствии его характер изменился к лучшему. Несмотря на свою грубую натуру, он стал одним из самых надёжных и заслуживающих доверия персонажей. Он оказал помощь Линг-Лингу, сопровождая его на курсы по вождению автомобиля (изначально ради своего собственного интереса, но потом стал искренне рад за успехи Линг-Линга). Также Свин был представителем Фокси Лав на конкурсах по орфографии в серии Spelling Applebee’s, не имея в этом случае никакого явного личного интереса, и пытался всячески её подбодрить. Именно благодаря поддержке Свина Фокси смогла победить даже на самом трудном конкурсе по орфографии с самым серьёзным соперником. Но даже в самом начале он попытался объяснить Кларе, что расизм — достаточно глупое восприятие мира и что нужно воспринимать мир терпимее. Кроме того в разных сюжетах Свин не раз погибал.
Свин считает самой большой своей ошибкой принятие им ислама в августе 2001 года.
Его отрисовка стилизована под типичные интернет-мультики на Adobe Flash. Русский дубляж — Сергей Бурунов.

### Супергерой

Супергерой

Супергерой (англ. Captain Hero) — пришелец с планеты Зебулон (англ. Zebulon), которая является пародией на планету Криптон (Krypton). Его родители, узнав у прорицателя, что их сын станет самым отстойным из когда-либо живших супергероев, полетели на планету «Мексикон», где сделали аборт (так как в то время на их планете аборты были запрещены), поместили эмбрион в космическую капсулу и отправили его к солнцу своей планеты, но промахнулись, в результате чего эмбрион попал на самую отстойную, по их мнению, планету Земля. Узнав об этом от своих родителей, когда они прилетели на Землю повидаться с ним, Супергерой в отместку уничтожил свою родную планету Зебулон, бросив её к Солнцу.
Супергерой — основатель Лиги Героев, члены которой являются пародиями на супергероев из комиксов. Его имя «Captain Hero» является отсылкой к различным супергероям, таким как Капитан Америка и Капитан Атом. У него есть секретная пещера (пародия на Бэтпещеру) и «Подушечная Крепость» в Арктике (пародия на Супермена с его «Крепостью Одиночества»). Есть у Супергероя и гражданское альтер эго — Тим Томмерсон (англ. Tim Tommerson), который выглядит в точности как сам Супергерой, но в очках (пародия на Кларка Кента — Супермена, который представляет собой обычного журналиста в очках и деловом костюме, когда не «спасает мир», но умудряется избежать узнавания). Тим является воплощением гомосексуальной стороны личности Супергероя, что выражается в его романтических отношениях с Ксандером. Впрочем, в последней серии Тим появляется как другой человек.
Супергерой обладает сверхчеловеческой силой, сверхчеловеческой скоростью, сверхчеловеческой выносливостью, рентгеновским зрением, тепловым зрением, умением летать, а также способностью к быстрой регенерации. Но при этом у него весьма низкий уровень интеллекта, причём если в первых сериях Супергерой выглядит более-менее разумным, то ближе к концу сериала он активно тупеет. В некоторых сериях даже делаются намёки на его дебильность (готовность рассказать о противозаконных ставках Свину, незнание законов, готовность разнести дом чтобы вызвать суперняню, непонимание сути благотворительного марафона — пародия на Супермена, обладавшего невероятно высоким, сверхчеловеческим интеллектом). По этой причине Супергерой часто приносит окружающим вред, а не пользу, а также использует свои способности не по назначению. К примеру, с помощью своего рентгеновского зрения он подглядывает за Фокси и Кларой, когда они принимают душ. В серии Captain Hero’s Marriage Pact Супергерой с помощью своего теплового зрения готовит попкорн, когда Ксандер подбрасывает зёрна кукурузы в воздух. А способность к быстрой регенерации помогает Супергерою выжить при занятиях садомазохизмом, который у него всегда сопровождается жутким членовредительством и даже расчленением самого себя. Супергерой не только очень глуп, но и безответственен. Не являясь евреем по национальности, он привержен иудаизму, а в некоторых сериях саентологии.
Супергерой — трансвестит. Со временем он всё чаще плачет и переодевается в женское бельё и в женские свадебные платья (и ведёт себя соответственно), несмотря на свой стереотипно мужественный внешний вид. Фетишистский трансвестизм Супергероя особенно ярко проявляется в серии N.R.A y RAY, когда он с наслаждением использует кровь застреленной им белки в качестве губной помады. Сексуальные пристрастия Супергероя весьма необычны: он в одновременно некрофил, педофил, зоофил, геронтофил, садомазохист и гомосексуал, хотя иногда его возбуждают и женщины (например, Фокси Лав и принцесса Клара), что может свидетельствовать о его бисексуальности. Кроме того по его собственному признанию он любит «охотиться на мужчин-проституток с арбалетом», а ещё он извращенец, его могут возбуждать не только обычные вещи или что-то в рамках сексуальных девиаций, но и откровенный дебилизм или нестандартное поведение. В серии Terms of Endearment Супергерой упомянул, что ягодицы ему всё-таки нравятся больше, чем женская грудь.
Супергерой употребляет наркотики (особенно марихуану), успокоительные лекарства и стероиды.
Супергерой крайне эмоционален, от состояний радости или обыденных действий он легко может перейти к гневу или впасть в депрессию (50 долларов, которые он выиграл у Свина подняли ему настроение на весь вечер, а потом началась депрессия), он был невероятно счастлив встречаться с Кларой, а затем, убив её подруг, назвал себя неуравновешенным психом. Постоянно подвергая окружающих опасности, Супергерой тем не менее не очень стремится их спасать. Как правило, он говорит «Спасайтесь!» и спасается сам, оставляя остальных беспомощными. Но несмотря на это, Супергерой худо-бедно преуспевает в деле спасения мира, и, когда он временно забывает о своём призвании, становится только хуже, как в сериях Dirty Pranking No. 2 и Captain Girl. Но со временем Супергерой окончательно забывает о своих супергеройских обязанностях, сначала имитируя опасности и соперников, например в виде Сумасшедшего головоломщика, а затем откровенно отказался от защиты окружающих, как, например, в серии Wooldoor Sockbat’s Giggle-Wiggle Funny Tickle Non-Traditional Progressive Multicultural Roundtable он с криками «Активировать геройский щит!» схватил лишь одну из посетительниц бара и закрыл ею себя от пуль, а затем помогал роботу-терминатору устраивать погромы и убивать людей, хотя в конце всё же сам останавливает терминатора, превратив его в своего любовника.
Возраст Супергероя в первых сериях указан 27 лет, однако он, в обличии Тима Томерсона, говорит, что прожил «тридцать с чем-то лет», а следовательно он один из самых старших участников проекта, но неизвестно старше ли он, чем Свин Вонючка. В то же время в эпизоде Captain Heros Marriage Pact супергибкая девушка говорит, что они учились вместе в школе супергероев, а пожениться должны были, когда кому-нибудь из них стукнет 30 лет, что означает что Супергерой младше её, ведь ему уже на тот момент не было тридцати.
Прообраз — различные супергерои, главным образом Супермен, причём в первую очередь его классическая мультипликационная инкарнация.
Русский дубляж — Александр Коврижных.

### Тутси Браунштейн

Тутси Браунштейн

Тутси Браунштейн (англ. Toot Braunstein) — секс-символ 1920-х годов: тех времён, когда её фигура считалась нормой. По нынешним меркам Тутси страдает избыточным весом; более того, она выглядит значительно старше своего заявленного возраста (22 года), если учесть обилие целлюлита и пигмента старения, а также отвислую грудь. Тем не менее она явно значительно младше, чем можно предположить исходя из того факта, что она была секс-символом в 20-х годах (а не с 20-х годов) — по-видимому, как и остальные персонажи, она была перенесена из периода пика своей популярности в наше время для участия в шоу. До сих пор она не может понять, почему мужчины не считают её привлекательной, и это повергает её в ярость. В серии A Tale Of Two Cows становится известно, что Тутси когда-то жила в Лагере для толстяков, но никогда не была там популярной, потому что по сравнению с остальными жителями лагеря она была недостаточно толстой.
Тутси характеризуется пристрастием к алкоголю и самоповреждению (она регулярно режет себя бритвой), но в первую очередь своим исключительным обжорством. Она может съесть не только огромные количества еды в один присест, но и неперевариваемые предметы (например, телевизор или мобильный телефон), и людей и животных живьём, и иногда её жертвами становятся даже другие участники шоу (Линг-Линг и Хреногубка, хотя оба выжили). Однажды она съела множество пакетов с мексиканцами внутри, чтобы нелегально переправить их через американскую границу.
Когда-то призванием Тутси было максимально портить жизнь другим участникам, но во втором сезоне эта роль постепенно перешла к Кларе. Тутси — персонаж призванный у многих зрителей вызывать отвращение. Сильное пристрастие к алкоголю, порезы, гормональные сбои (в одной из серий она брила бороду), максимально изуродованная фигура — всё это каждый раз отталкивает от неё и зрителей и жителей дома. В то же время Тутси в отличие от других персонажей совсем не глупа, очень хорошо понимает, что нужно делать в конкретной ситуации и кто в чём виноват (именно она отметила, что Супергерой виноват в опухоли мозга Фокси), кроме того она прекрасная актриса. Основное время Тутси проводит в поисках поклонника, который примет её такой, какой она является, но находит их очень редко. В одной из серий она была близка к тому, чтобы выйти замуж за отца Линг-Линга, но в итоге брак не состоялся из-за того, что Тутси лишь хотела получить на этом браке деньги. Кроме того Тутси весьма мстительна (как в серии Breakfast Food Killer, где она несмотря на все предложения — уничтожила корпорацию хлопьев) и совсем не беззащитна (многих злодеев Тутси просто съедает своим ртом, акулу или Клубничную сладость), хотя Линг-Линг в одной из серий был близок к тому, чтобы убить её.
Прообраз — Бетти Буп, персонаж из чёрно-белых мультфильмов 1930-х годов. В свою очередь прообразом последней послужила актриса Клара Боу. Русский дубляж — Марина Бакина.

### Фокси Лав

Фокси Лав

Фокси Лав (англ. Foxxy Love) — музыкальная звезда 1980-х годов, в которых она выступала в составе группы «Foxxy 5», целиком состоявшей из афроамериканок. Их песня «La-la-la-la Labia» стала хитом, но группа распалась через три недели из-за постоянных ссор между участницами. Фокси Лав до сих пор владеет фургоном с логотипом группы, который участники шоу используют как личное средство передвижения. В биографии Фокси заметно сходство с биографией Майкла Джексона: он начинал свою карьеру в The Jackson 5 вместе со своими братьями, следовательно целиком состоявшей из чёрных. Фокси представляет собой полностью стереотипный образ современной афроамериканки: она разговаривает на «чёрном жаргоне», родом из неблагополучной семьи, практически необразованна, ест чипсы с луком, любит яркие и блестящие украшения и лишена каких либо моральных принципов за исключением идеи об искоренении расового и классового неравенства, и крайне бурно реагирует на любые формы критики и оскорблений, принимая их за расизм, не замечая того, что эти высказывания по иронии судьбы почти всегда оказываются правдой.
Фокси часто выступает в роли резонёра всех событий, происходящих в мультфильме. Однако несмотря на её желание подводить итоги и расставлять точки над «i», ей явно не достаёт сообразительности, и в результате создаётся впечатление незавершённости.
23-летняя Фокси ведёт буйную и беспорядочную половую жизнь, а её речь пестрит сленгом. По призванию она — музыкант-детектив; её инструмент — бубен. Как и остальные члены бывшей группы «Foxxy 5», она носит лисий хвост и уши. На первый взгляд и то, и другое — всего лишь часть одежды, но иногда хвост движется настолько реалистично, что становится ясно: он настоящий. Это подтверждается и в сценах, где Фокси предстаёт перед всеми без нижнего белья. В серии Nipple Ring-Ring Goes to Foster Care говорится о том, что она является следствием сексуального контакта между её отцом, рисовым королём «Uncle Benny» и лисой.
Несмотря на то, что Фокси не училась ни в колледже, ни в институте, она отлично знает орфографию и неоднократно побеждала в конкурсах по орфографии как в свои школьные годы, так и во взрослом возрасте. Но при этом она совсем не разбирается в математике и не может правильно решить даже самые простые математические задачи. Также Фокси иногда демонстрирует удивительную глупость (например, она три раза подряд поверила Кларе, что у неё за спиной стоит Дэнзел Вашингтон).
Фокси — христианка, но, в отличие от принцессы Клары, считает, что Библия допускает различные толкования, и совершенно не подвержена её религиозному экстремизму.
Несмотря на то, что ей всего 23 года, у неё уже есть внук подросткового возраста, что пародирует стереотипы о раннем начале половой жизни в негритянских гетто (повторный намёк на это встречается в эпизоде Breakfast Food Killer, где африканские дети говорят, что им надо кормить их семьи). В то же время действие мультфильма происходит в 2004—2007 гг. (даты можно увидеть в разных местах обрывками, конечный год показан на футболках для шоппинга, которые надели герои перед поездкой в Торговый центр), а в серии Captain Heros Marriage Pact упоминается, что группа «Foxxy 5» была в лучах славы в 1984 году, когда Фокси должно было исполниться лишь 3 года.
Прообраз — Вэлери Браун (англ. Valerie Brown) из мультсериала «Джози и Кошечки». Её имя — отсылка к двум персонажам из фильмов жанра «blaxploitation» («эксплуатация чернокожих»): Фокси Браун и Кристи Лав.
Русский дубляж — Марина Бакина.

### Хреногубка

Хреногубка

Хреногубка (англ. Wooldoor Sockbat; настоящее имя Волтер Сандерс) — пародия на чокнутых персонажей из мультфильмов, в первую очередь на Губку Боба и Стимпи. Самый наивный из участников шоу. Он гиперактивен как ребёнок, и отличается чрезвычайной добротой и отзывчивостью, пытаясь подружиться со всеми, словно не замечая царящей в доме атмосферы раздора и непонимания.
Он способен раздваиваться и превращаться в различные предметы. Как и многие мультяшные персонажи, Хреногубка может вытаскивать из-за спины разнообразные предметы, хотя в его случае достоверно известно, где он их хранит: в своём анусе. Там, в частности, Ксандер нашёл лампу с джинном, в которого позже влюбился. Сам же Хреногубка в серии Requiem for a Reality Show признался что на своей заднице он некогда был женат, но позже развёлся. По его собственному признанию он очень много смотрит телевизор. В серии Gay Bash он активно участвует в вечеринке геев, а потом радуется этому и трогает пенис Ксандера, что может свидетельствовать также о его бисексуальности, хотя в сцене Хреногубка не понимает, что за предмет появился в камере и даже пытается с ним общаться.
Хреногубка — пришелец из «страны Медовых капель, смеха и любви», где его род жил с родом Клубничных Сладостей. Сюжет жизни рода хреногубок неясен, однако семья Хреногубки точно погибла в рамках геноцида и была превращена в сладкие десерты. В серии Clum Babies, пытаясь возбудить Хреногубку, ему показывали сюжеты с его сородичами женского пола, что говорит о том, что какие-то хреногубки в мире ещё существуют (в одной из серий Хреногубка также будучи напарником Супергероя ехал на машине и сбил двух других хреногубок по неосторожности). Также сам Хреногубка говорит, что учился в «воскресной школе хреногубок».
В некоторых сериях Хреногубка пытается не просто с кем-то дружить, но и быть полезным дому и всему обществу (эксперименты с клонированием, напарник Супергероя, пластический хирург). Также он доброжелательно относится не просто ко всем подряд, но ещё и к участникам совершающим откровенные злодеяния, в том числе над ним самим (добродушное отношение к Кларе после того, как она его искалечила). В серии Wooldoor Sockbat’s Giggle-Wiggle Funny Tickle Non-Traditional Progressive Multicultural Roundtable Хреногубка ведёт собственное шоу «Шоу весёлых тупых детей», приводя якобы мир к голубому будущему, однако помогая Ксандеру из будущего (пародия на Терминатор 2) победить робота-терминатора, он проявляет себя как весьма храбрый персонаж, а в итоге спасает мир и от голубого будущего. В серии Breakfast Food Killer Хреногубка даже был лицом кукурузных хлопьев, а на время даже превратился в «Хреноягоду Франковину», будучи подчинённым коммерческим интересам корпорации, однако в итоге снова стал прежним Хреногубкой. Также в серии Clum Babies выясняется, что сперма Хреногубки, добываемая весьма странным образом, мгновенно лечит любые болезни (в том числе и воскрешает умерших), что частично объясняет появление тех или иных персонажей в сериях после их смерти в предыдущих. В этой же серии Свин называет Хреногубку «мутантом».
Одной из определяющих черт Хреногубки является его способность принять любую профессию, которой требует сюжет. Так, он успел побывать священником (как и Фокси с Кларой, он — христианин), профессором, пилотом вертолёта, психиатром, хирургом, пластическим хирургом, медсестрой и просто врачом. Кроме того Хреногубка прекрасно владеет разными боевыми искусствами, которые по его собственному признанию помогли ему выбраться из могилы после похорон в начале 2-й части, а также перебить стражу Клары в серии Unrestrainable Trainable. В серии The One Wherein There Is a Big Twist он не просто был пилотом вертолёта, а ещё и звонил какому-то своему знакомому по имени Тэнк, который ему объяснил как пилотировать вертолёт (явная пародия на фильм «Матрица», где оператор Тэнк загрузил Тринити умение управлять вертолётом). Вероятно, он мог консультировать Хреногубку и по другим вопросам.
Хреногубка также один из самых взрослых персонажей: в первой серии второго сезона говорится, что он родился в 5753 году, вероятно от сотворения мира, что также намекает на его еврейское происхождение.
Прообраз — Губка Боб Квадратные Штаны (англ. SpongeBob SquarePants) из одноимённого мультсериала. Русский дубляж — Сергей Бурунов.

### Еврейский (буржуйский) продюсер

Еврейский (буржуйский) продюсер

Формальный глава проекта, в 1, 2 и 3 сезонах он выступает загадочной закулисной личностью, которая в основном общается с жителями дома через динамик, а сам лишь ведёт финалы. Однако в конце 1 сезона он притворяется миллиардером Баком, но в конце признаётся, что на самом деле он совсем не богат, более того, имеет тело человека, однако у него динамик вместо головы. В конце 3 сезона он якобы уходит в отставку, но его попытка застрелиться оказывается притворством, по его личным признаниям он лишь убил двух работников сцены. В полнометражном мультфильме он выступает на стороне героев Мультреалити, говоря, что он их очень любит и не может без них жить, хотя ранее сам был готов их убить, в течение первого сезона откровенно мучит их (кислородный и голодный конкурс, борьба за несуществующую миллиардную империю), а после их возвращения во втором сезоне даже заставляет героев делать ему минет.

## Анимационный стиль
Анимационным стилем мультсериала стала рисованная мультипликация. Она придала мультсериалу универсальный характер, что позволило аниматорам обеспечить условия, подходящие для объединения множества различных стилей анимации, в которых нарисованы жители дома Мультреалити.
В соответствии с различными стилями анимации жителей дома Мультреалити у Тутси Браунштейн и Хреногубки только четыре пальца на каждой руке, в то время как у принцессы Клары, Фокси Лав, Супергероя и Ксандера пять пальцев на каждой руке.
В то время как большинство персонажей мультсериала нарисованы с чёрными контурами, принцесса Клара и предметы, принадлежащие ей, нарисованы с мягкими, нежными контурами. Это методы диснеевской анимации, которые связаны с «зачисткой» любых грубых и чёрных контуров. Тутси же отличается хорошо заметными чёрными контурами и высокой контрастностью монохромного изображения её эпохи.
Другим уникальным аспектом является то, что в большинстве мультфильмов присутствуют только анимационные персонажи, а в Мультреалити есть совмещение кадров из реального мира и классической анимации как в мультсериале Южный парк. Это позволяет жителям дома Мультреалити сохранить свою идентичность как героев именно анимационного, а не реального мира и признать своим статусом именно анимацию.

## Особенности мультсериала
Содержание мультсериала предназначено для лиц, достигших 18 лет. В некоторых сериях делается акцент на гомосексуальность и бисексуальность, а такие серии, как Gay Bash, Xandir and Tim, Sitting in a Tree, A Very Special Drawn Together Afterschool Special и WooldoorSockbat’s Giggle-Wiggle Funny Tickle Non-Traditional Progressive Multicultural Roundtable почти полностью посвящены теме гомосексуальности. Серия Clum Babies посвящена мастурбации Хреногубки.
Во многих сериях поднимаются темы расизма, антисемитизма и гомофобии. В мультсериале освещаются такие темы современной действительности, как умственная отсталость, булимия, анорексия, аборты, изнасилование, фетишистский трансвестизм, педофилия, некрофилия, зоофилия, садомазохизм, садизм и семейное насилие. Жестокие, кровавые убийства и терроризм также являются постоянными темами мультсериала.
Во многих сериях мультсериала пародируются сюжеты из популярных фильмов, мультфильмов и телепередач.
События разных серий мультсериала противоречат друг другу. В некоторых сериях говорится о событиях из предыдущих серий, которых на самом деле не было. В некоторых сериях умирает кто-то из главных героев, хотя в следующих эпизодах все персонажи оказываются живы и здоровы. По словам исполнительного продюсера Билла Фрейбергера, противоречие между событиями разных серий было сделано специально, чтобы мультсериал был смешнее.

## Список серий
| Сезон | Эпизоды | Эпизоды | Период показа на ТВ | Период показа на ТВ |
| Сезон | Эпизоды | Эпизоды | Премьера сезона     | Финал сезона        |
| ----- | ------- | ------- | ------------------- | ------------------- |
| 1     | 7       | 7       | 27 октября 2004 г.  | 15 декабря 2004 г.  |
| 2     | 15      | 15      | 19 октября 2005 г.  | 15 марта 2006 г.    |
| 3     | 14      | 14      | 5 октября 2006 г.   | 14 ноября 2007 г.   |
| Фильм | Фильм   | Фильм   | 20 апреля 2010 г.   | 20 апреля 2010 г.   |

Примечание: ни английские, ни русские названия серий не присутствуют непосредственно в видеоряде.

### Сезон 1
| Название | Дата первого показа | Продюсерский код | # |
| --- | ------------------- | ---------------- | - |
| Hot Tub | 27 октября 2004     | 101              | 1 |
| Горячая Ванна (Джакузи) | 12 января 2007      | 101              | 1 |
| Тутси приходится смириться с тем, что она больше не секс-символ. Фокси пытается проучить Клару за её расизм, но в итоге страстно целуется с ней в джакузи, и это происходит два раза. На протяжении серии Клара и Фокси несколько раз дерутся, но в итоге серия заканчивается их страстным поцелуем.                                                                                            |                     |                  |   |
| Clara’s Dirty Little Secret | 3 ноября 2004       | 102              | 2 |
| Маленький грязный секрет принцессы Клары | 19 января 2007      | 102              | 2 |
| Принцесса Клара открывает тайну: её половой орган — ужасный монстр со щупальцами. Тем временем Линг-Линг пытается вымыть огромную гору грязной посуды, которая появилась потому, что кроме него никто из жителей дома не хочет мыть за собой грязную посуду. |                     |                  |   |
| Gay Bash | 10 ноября 2004      | 103              | 3 |
| Да здравствует рабство! Каминг-аут гея | 26 января 2007      | 103              | 3 |
| Ксандер открывает свою сексуальную ориентацию и пытается приспособиться к новой жизни. Свин делает Линг-Линга своим рабом и заставляет его безостановочно шить кроссовки. |                     |                  |   |
| Requiem for a Reality Show | 17 ноября 2004      | 104              | 4 |
| Песня о том, как сделать мир добрее. Реквием по реалити-шоу | 2 февраля 2007      | 104              | 4 |
| Поражение в состязании за еду оставляет половину участников на грани голодной смерти. Тутси начинает есть продукты в огромных количествах, становится ужасно толстой, и Ксандер решает помочь ей похудеть. Тем временем между Супергероем и Фокси возникают необычные отношения. А принцесса Клара учит Хреногубку противостоять Свину и поёт песню о том, что не надо бояться таких, как Свин. |                     |                  |   |
| The Other Cousin | 1 декабря 2004      | 105              | 5 |
| В семье не без урода | 9 февраля 2007      | 105              | 5 |
| Супергерой влюбляется в Фу, душевнобольную двоюродную сестру Клары. Тутси, Ксандер и Хреногубка начинают принимать галлюциногенное вещество, которое выделяет Линг-Линг в состоянии расстройства. |                     |                  |   |
| Dirty Pranking No. 2 | 8 декабря 2004      | 106              | 6 |
| Принцесса Клара увлеклась вонючкой. Грязные шутки № 2 | 16 февраля 2007     | 106              | 6 |
| Свин учит Клару разыгрывать доставщика пиццы. Ксандер расстраивается, когда Супергерой отказывается от свиданий из-за занятости спасением мира. |                     |                  |   |
| The One Wherein There Is a Big Twist | 15 декабря 2004     | 107              | 7 |
| Бунт против формата | 23 февраля 2007     | 107              | 7 |
| В ответ на протесты участников об отсутствии приза продюсер приглашает миллиардера Бакси Бака, который превращает шоу в пародию на реалити-шоу «Кандидат». |                     |                  |   |

### Сезон 2
| Название | Дата первого показа | Продюсерский код | Серия |
| --- | ------------------- | ---------------- | ----- |
| The Only Wherein There Is a Big Twist | 19 октября 2005     | 201              | 8     |
| Чем всё закончится? Мультреалити 2. Гавайи |                     | 201              | 8     |
| Герои Мультреалити после крушения вертолёта попадают на остров шоу «Последний герой». Когда все участники прибыли назад в Дом Мультреалити, они начали искать замену Хреногубке, который, якобы, покончил жизнь самоубийством. Продюсером был открыт новый сезон в заставке которого говорилось: Клубничная Сладость, Принцесса Клара, Фокси Лав, Линг-Линг, Ксандер, Свин-Вонючка, Супергерой, Тутси Браунштейн. Но оказалось, что Клубничная Сладость — нехорошая девочка, и Фокси это докажет! |                     |                  |       |
| Foxxy VS The Board of Education | 26 октября 2005     | 202              | 9     |
| Борьба за лицензию. Фокси против Обучающей Доски |                     | 202              | 9     |
| Фокси поймала педофила, но у неё нет специальной детективной лицензии. А ведь она певица-детектив! |                     |                  |       |
| Little Orphan Hero | 2 ноября 2005       | 203              | 10    |
| Тайна Зебулона. Маленький сиротка Супергерой |                     | 203              | 10    |
| К Супергерою приезжают родители. Он узнаёт, что его при рождении назвали Самым отстойным Супергероем в Мире, и мать хотела сделать аборт… |                     |                  |       |
| Captain Hero’s Marriage Pact | 9 ноября 2005       | 204              | 11    |
| Восстание Фокси. Брачный пакт Супергероя |                     | 204              | 11    |
| Группа «Foxxy5», в которой Фокси ранее была солисткой, воссоединилась. Фокси заболевает звёздной болезнью. Между тем к Супергерою приезжает любовь его юности — гуттаперчевая Красотка, которая любит выходить замуж. |                     |                  |       |
| Clum Babies | 16 ноября 2005      | 205              | 12    |
| Убойное лекарство |                     | 205              | 12    |
| У Хреногубки начался пубертатный период. Фокси учит его мастурбировать. Выясняется, что Губка выбрасывает особые сперматозоиды, которые лечат больных. Кларе это кажется страшным грехом, и она решает принять меры… |                     |                  |       |
| Ghostesses in the Slot Machine | 30 ноября 2005      | 206              | 13    |
| Призраки одноруких бандитов |                     | 206              | 13    |
| Оказывается, что дом мультреалити построен на индейском кладбище, и его обитатели недовольны. Чтобы задобрить их герои отдают им крохотный участок земли. Индейцы тут же строят на нём казино. |                     |                  |       |
| Super Nanny | 7 декабря 2005      | 207              | 14    |
| Супер Няня |                     | 207              | 14    |
| Супер Герой стал себя плохо вести чтобы лицом к лицу встретиться с Супер Няней. После «лечения» у неё он стал вести себя лучше, но это оказалось частью плана Супер Няни по захвату мира… |                     |                  |       |
| Terms of Endearment | 25 января 2006      | 208              | 15    |
| Ласковые Обращения |                     | 208              | 15    |
| Супергерой так долго подглядывал за Фокси с помощью рентгеновского зрения, что от постоянного облучения у неё появилась опухоль головного мозга. Расстроенный Супергерой решил отказаться от своих способностей, чтобы больше никому не причинить вреда. Но как только Супергерой потерял свои способности, он тут же стал инвалидом, хотя к концу серии он всё-таки вернул себе свои суперспособности, а вместе с тем и физическую полноценность.                                                |                     |                  |       |
| Captain Girl | 1 февраля 2006      | 209              | 16    |
| Капитан Девушка |                     | 209              | 16    |
| В этом эпизоде у Супер Героя взыграла зависть из-за того что у всех супергероев есть напарники, а он единственный кто без напарника, и тогда он придумал супердевушку. А Тутси решила завести ребёнка, который вскоре отбился от её рук и сам стал родителем. |                     |                  |       |
| A Tale Of Two Cows | 8 февраля 2006      | 210              | 17    |
| История о двух коровах |                     | 210              | 17    |
| Хреногубка поселяет в доме настоящую корову из настоящего леса, а Тутси находит книгу паролей, благодаря которой контролирует Ксандера, заставляя его пойти вместе с ней на встречу с её бывшими недоброжелателями из Лагеря для толстяков. |                     |                  |       |
| Xandir And Tim Sitting In A Tree | 15 февраля 2006     | 211              | 18    |
| Ксандер и Тим сидят на дереве |                     | 211              | 18    |
| Супергерой прикидывается репортёром по имени Тим и завязывает роман с Ксадером. Тем временем остальные жители дома решают выяснить, почему журнал Entertainment Weekly поставил шоу оценку F. |                     |                  |       |
| The Lemon-Aids Walk | 22 февраля 2006     | 212              | 19    |
| Прогулка с лимонным СПИДом |                     | 212              | 19    |
| Во время игры в бадминтон между старым и новым составами «Мультреалити» оказывается, что Супергерой полный слабак во всех видах спорта. Чтобы опровергнуть это, Супергерой решает выиграть марафон «Против СПИДа», для чего начинает использовать в больших количествах стероиды. |                     |                  |       |
| A Very Special Drawn Together Afterschool Special | 1 марта 2006        | 213              | 20    |
| Очень специальный выпуск Мультреалити |                     | 213              | 20    |
| Ксандер решил рассказать родителям о том, что он гей. Жители дома решили помочь ему в этом и разыграли сцену признания Ксандера родителям по ролям. |                     |                  |       |
| Alzheimers That Ends Well | 8 марта 2006        | 214              | 21    |
| Альцгеймер, что хорошо кончается |                     | 214              | 21    |
| Хреногубка делает принцессе Кларе пластическую операцию на вагине, а Тутси попадает в дом престарелых, где выясняет, что на самом деле все старики притворяются, что у них болезнь Альцгеймера, чтобы не нести никакой ответственности за свои действия. Жители дома престарелых предупреждают её о том, чтобы она никому об этом не рассказывала. Но Тутси не сдержалась и выдала их тайну. Теперь среди рассерженных стариков возникает заговор против Тутси: они хотят её убить!               |                     |                  |       |
| The Drawn Together Clip Show | 15 марта 2006       | 215              | 22    |
| Нарезка из дома Мультреалити |                     | 215              | 22    |
| Лучшие моменты второго сезона, стилизованные под финальное шоу. |                     |                  |       |

### Сезон 3
| Название | Дата первого показа | Продюсерский код | Серия |
| --- | ------------------- | ---------------- | ----- |
| Freaks & Greeks | 5 октября 2006      | 301              | 23    |
| Уроды и греки |                     | 301              | 23    |
| По соседству с домом мультреалити поселяется греческая семья, которую по ошибке супер герой принимает за греческое студенческое общество. Параллельно с этим отец Линг-Линга влюбляется в Тутси. |                     |                  |       |
| WooldoorSockbat’s Giggle-Wiggle Funny Tickle Non-Traditional Progressive Multicultural Roundtable | 12 октября 2006     | 302              | 24    |
| Весёлое детское шоу Хреногубки, ведущее к расцвету гомосексуализма в будущем |                     | 302              | 24    |
| Хреногубка снимает весёлое детское шоу, которое впоследствии приведёт к «голубому будущему», то есть к расцвету гомосексуализма. На охоту за Хреногубкой высылают фанатичного терминатора-гетеросексуала, который больше всего на свете любит женскую вагину. |                     |                  |       |
| Spelling Applebee’s | 19 октября 2006     | 303              | 25    |
| Конкурс орфографии ради ужина в кафе Applebee |                     | 303              | 25    |
| Супергерой влюбляется в принцессу Клару и выясняет, что её возбуждают автомобильные аварии. |                     |                  |       |
| Unrestrainable Trainable | 26 октября 2006     | 304              | 26    |
| Неудержимый, но обучаемый |                     | 304              | 26    |
| Принцесса Клара мучит Хреногубку, чтобы заслужить внимание жителей дома как «примерной» сиделки и получить звание добрейшей женщины в мире. В итоге она чуть не сделала Хреногубку инвалидом на всю оставшуюся жизнь. Тем временем Супергерой обнаруживает, что у него есть родная сестра, внешне очень похожая на него, которая с помощью его спермы, которую он когда-то сдал в центр донорства, родила неудержимого, но худо-бедно обучаемого умственно отсталого ребёнка-великана. Супергерой считает, что его незамужняя сестра плохо обращается с его умственно отсталым сыном-великаном, и что теперь он должен сам непременно заняться воспитанием своего сына, чтобы доказать сестре, что он может быть лучшим отцом-одиночкой, чем она. |                     |                  |       |
| N.R.A y RAY | 2 ноября 2006       | 305              | 27    |
| Большая охота Супергероя с использованием автоматического оружия |                     | 305              | 27    |
| После ограбления в доме «Мультреалити» Супергерой покупает себе огнестрельное оружие для защиты, но через некоторое время начинает использовать его для охоты. Вскоре Супергерою надоедает пистолет, и он переключается на автоматическое оружие с бронебойными пулями, что значительно увеличивает его шансы на охоте. Однако среди зверей уже назревает заговор… |                     |                  |       |
| Mexican’t Buy Me Love | 9 ноября 2006       | 306              | 28    |
| Мексиканцы покупают мне любовь |                     | 306              | 28    |
| Тутси и Линг-Линг застревают в Мексике и принимают участие в петушиных боях. |                     |                  |       |
| Lost in Parking Space Part One | 15 ноября 2006      | 307              | 29    |
| Затерянные на парковке, часть I |                     | 307              | 29    |
| Двухсерийный выпуск мультреалити. Жители дома решили поехать в магазин за покупками и застряли на парковке, да так что не могли выбраться. |                     |                  |       |
| Lost in Parking Space Part Two | 4 октября 2007      | 308              | 30    |
| Затерянные на парковке, часть II |                     | 308              | 30    |
| Двухсерийный выпуск мультреалити. Жители дома решили поехать в магазин за покупками и застряли на парковке, да так что не могли выбраться. Под конец второй серии, пережив и преодолев все трудности, они всё-таки выбираются из западни. |                     |                  |       |
| Charlotte’s Web of Lies | 11 октября 2007     | 313              | 31    |
| Паутина лжи Шарлотты |                     | 313              | 31    |
| Линг-Линг, когда был пьяным, убивает Ксандера (хотя в конце серии Ксандер вместе с Супергероем, Линг-Лингом, Свином и Хреногубкой сидит у телевизора) и решает завязать с «карьерой» боевого монстра, чтобы заняться танцами. Напившиеся Супергерой, Свин и Хреногубка на машине сбивают уличного бродягу. Свин находит себе подружку в лесу — паучиху Шарлотту — от внимания которой потом пытается избавиться. |                     |                  |       |
| Breakfast Food Killer | 18 октября 2007     | 312              | 32    |
| Убийца завтраков |                     | 312              | 32    |
| Хреногубка становится лицом кукурузных хлопьев, чем очень не довольна Тутси: она так сильно хотела стать лицом кукурузных хлопьев, но вместо неё эту должность получил Хреногубка… |                     |                  |       |
| Drawn Together Babies | 25 октября 2007     | 309              | 33    |
| Малыши Мультреалити |                     | 309              | 33    |
| Те же персонажи, но в детском возрасте. |                     |                  |       |
| Nipple Ring-Ring Goes to Foster Care | 1 ноября 2007       | 310              | 34    |
| Молокосос Ринг-Ринг отправляется в приёмную семью |                     | 310              | 34    |
| Внезапно выясняется, что Линг-Лингу всего 3 года, и органы опеки отправляют его в приёмную семью. |                     |                  |       |
| Toot Goes to Bollywood | 8 ноября 2007       | 311              | 35    |
| Тутси едет в Болливуд |                     | 311              | 35    |
| Тутси едет в Индию, где её все принимают за священную корову. |                     |                  |       |
| American Idol Parody Clip Show | 14 ноября 2007      | 314              | 36    |
| Пародийная нарезка «Американский идол» |                     | 314              | 36    |
| Герои участвуют в шоу «Американский идол», большую часть эпизода занимают презентации персонажей для шоу в виде нарезок с лучшими моментами сериала. |                     |                  |       |

## Факты
- В некоторых эпизодах в кадре появляются персонажи из «Симпсонов», например, в пятой серии первого сезона можно увидеть лежащего в матрасе Гомера Симпсона и в шестой серии второго сезона Мардж сидит за игральным автоматом в казино; в 10 серии 2 сезона можно заметить скелет Барта и Лизы в доме и в этой же серии показывают дом Симпсонов, где они лежат мёртвые.
- В эпизоде, где Хреногубка отсидел 10 минут в комнате охраны за кражу конфет, после отсидки ему подают мелочь Гриффины. В той же серии прямым текстом появляется лечебница с названием «ACME», очевидно принадлежащая популярной вымышленной компании, придуманной студией Warner Bros.
- В одной из серий герои также заезжали в мир Южного парка, где все персонажи были убиты.
- В эпизоде Lost in Parking Space Part Two пародируется песня «Хакуна Матата» из мультфильма «Король Лев». Даже двух бродяг, нашедших Ксандера, зовут Эрни и Натан, как и актёров, озвучивавших фильм.
- В одной из серий появлялся Скорпион из игры Mortal Kombat. В той же серии появлялась Вилма из мультфильма «Флинстоуны» и мышонок Спиди Гонсалес.
- Во второй серии второго сезона Фокси обнаруживает коварный план по исключению чернокожих из учебных заведений, содержащий массу намёков на существовавший ранее в ЮАР карандашный тест.
- После 2-й серии 2-го сезона Фокси несколько раз говорит о том, что уедет в ЮАР так как там нет расизма.
- Подругами принцессы Клары были настоящие (то есть не фальшивые и не пародийные, как сама принцесса Клара, которая является пародией на них) сказочные диснеевские принцессы: Белоснежка, Аврора (спящая красавица) и русалочка Ариэль. Все эти подруги Клары погибли в серии Spelling Applebee’s в автомобильной аварии, которую устроил Супергерой, чтобы тем самым отомстить принцессе Кларе.
- В некоторых сериях мультсериала кровь у Тутси Браунштейн чёрного цвета, а в других — красного цвета.
- Кадры раскачивания дорожного полотна моста, которые появляются в конце почти каждой серии — это кадры из киноплёнки, где запечатлено разрушение Такомского моста.
- В эпизоде Breakfast food killer в начале выстраивается очередь для выбора нового лица хлопьев Крякерс. В очереди можно увидеть Клубничную сладость, погибшую в 1 серии 2-го сезона, мыша Спиди Гонсалеса, который пытался во 2-м сезоне войти в состав мультреалити, негра, который погиб при стирании в машине Микки-Мауса и банана, который фигурировал в 1-й серии 3-го сезона.
- В финале второго сезона в зале можно увидеть других встречавшихся персонажей — хреногубок, родителей Супергероя, членов группы Foxxy 5 которые погибли ранее, отца Клары Короля, любовницу Линг-Линга Ни Пул, дикарей с острова на Гавайях и прочих. В то же время в конце финала 3 сезона в зале остаётся лишь умственно отсталый сын Супергероя и несколько пенсионеров.
- В одной из сцен у Ксандера волосатые ступни как у хоббита, но через некоторое время в этой сцене волосы на ногах отсутствуют.